# Ягодный (Алтайский край)
Я́годный — посёлок в Бийском районе Алтайского края России. Входит в состав Первомайского сельсовета.

## География
Посёлок находится в восточной части Алтайского края, к северу от реки Бия, на расстоянии примерно 6 км (по прямой) к северу от города Бийск, административного центра района. Абсолютная высота — 245 м над уровнем моря.

### Климат
Климат умеренный, континентальный. Самый холодный месяц — январь (до −54 °C), самый тёплый — июль (до +39 °C). Годовое количество осадков составляет 450—500 мм.

## Население
| 1997 | 1998 | 1999 | 2000 | 2001 | 2002 | 2003 |
| ---- | ---- | ---- | ---- | ---- | ---- | ---- |
| 146  | ↘132 | ↗140 | ↗143 | ↗145 | ↗161 | ↗162 |
| 2004 | 2005 | 2006 | 2007 | 2008 | 2009 | 2010 |
| ↘161 | ↗175 | ↗177 | ↗188 | ↘174 | ↘173 | ↘162 |
| 2011 | 2012 | 2013 |      |      |      |      |
| ↘161 | ↗165 | ↗174 |      |      |      |      |

### Национальный состав
Согласно результатам переписи 2002 года, в национальной структуре населения русские составляли 91 %.

## Улицы
- ул. Дачная,
- ул. Крайняя,
- ул. Садовая,
- ул. Тихая,
- ул. Центральная[7].

## Инфраструктура
В посёлке функционирует фельдшерско-акушерский пункт.